# Helen Dallimore
Helen Dallimore es una actriz australiana, conocida por haber interpretado a Glinda en la obra Wicked.

## Biografía
Sus padres son profesores universitarios y tiene un hermano.
En 1995 Helen se graduó de la prestigiosa escuela de teatro National Institute of Dramatic Art NIDA, con un grado en actuación.
En 2008 se comprometió con el actor y director Abe Forsythe y en abril de 2009 se casaron.

## Carrera
Helen ha trabajado en películas y series como Mr. Accident, Mumbo Jumbo, Kangaroo Jack, The Day of the Roses, The Extra, entre otras. 
También ha aparecido en comerciales de marcas como All Bran Cereal.
En 1997 prestó su voz para darle vida a la traviesa panda en la serie infantil Magic Mountain.
En el 2001 trabajó junto a Glenn Close y Harry Connick en la película South Pacific. 
En el 2006 interpretó a Felicity Snow en un episodio de la serie de drama y crimen Midsomer Murders. 
En el 2009 apareció en la película Being Carl Williams y en series como Chandon Pictures y en varios sketchs de la comedia Double Take.
En el 2010 apareció como personaje invitada en la serie australiana donde interpreta a Mitzy Fraser la mejor amiga de Marylin. Mitzy es psíquica y llegó desde Londres para ver a su amiga. En el pasado Mitzy había ayudado a Marylin a superar el la muerte de su hijo Byron y en su recuperación del cáncer. Poco después Mitzy murió luego de sufrir un accidente cerebrovascular.
En el 2012 apareció como invitada en la serie A Moody Christmas donde interpretó a Peggy, la exnovia de Sean Moody.

## Filmografía[4]

### Series de televisión
| Año             | Título                | Personaje         | Notas                                      |
| --------------- | --------------------- | ----------------- | ------------------------------------------ |
| 2016 - presente | Here Come the Habibs! | Olivia O'Neill    | 14 episodios                               |
| 2014            | Wonderland            | Bianca Deakin     | 2 episodios                                |
| 2013, 2014      | House Husbands        | Gaby              | 5 episodios                                |
| 2014            | The Moodys            | Peggy             | episodio "Happy Anniversary Kevin & Maree" |
| 2012            | A Moody Christmas     | Peggy             | 4 episodios                                |
| 2012            | Laid                  | Megan             | episodio # 2.4                             |
| 2010            | Home and Away         | Mitzy Fraser      | 15 episodios                               |
| 2010            | Rescue Special Ops    | Yvette Turner     | episodio "Jordan's Choice"                 |
| 2009            | Double Take           | Varios Personajes | 11 episodios                               |
| 2009            | Chandon Pictures      | Megan             | episodio "She's 22"                        |
| 2006            | Midsomer Murders      | Felicity Snow     | episodio "Last Year's Model"               |
| 1998 - 2004     | All Saints            | Amanda Sales      | 7 episodios                                |
| 2002            | Bad Cop, Bad Cop      | Billie Lovelay    | episodio "Here Comes the Son"              |
| 1996 - 2001     | Water Rats            | Fiona             | 3 episodios                                |
| 1997            | Magic Mountain        | Panda             | prestó su voz para el personaje            |
| 1996            | Pacific Drive         | Sondra Westwood   | tv serie                                   |

### Películas
| Año  | Título                       | Personaje                   | Notas                                                                             |
| ---- | ---------------------------- | --------------------------- | --------------------------------------------------------------------------------- |
| 2011 | Into the Woods               | Cinderella                  | junto a Marc Antolin, Valda Aviks, Billy Boyle y Gaye Brown                       |
| 2010 | Shock                        | Sarah J                     | junto a Josh Quong Tart, Felix Williamson, Patrick Brammall y Damon Herriman      |
| 2009 | Being Carl Williams          | Periodista                  | junto a Gyton Grantley y Damon Gameau                                             |
| 2005 | Little Oberon                | Siobhan                     | junto a Sam Healy, Brett Climo y Brittany Byrnes                                  |
| 2005 | The Extra                    | Kylie Crackenrack           | junto a Abe Forsythe, Rhys Muldoon, Shaun Micallef y Carolyn Bock                 |
| 2004 | It Takes Two to Tango        | Cassie                      | junto a Travis McMahon, Angus King y Sigrid Langford-Scherf                       |
| 2003 | The Postcard Bandit          | Gina                        | junto a Matthew Le Nevez, Anthony Phelan y Geneviève Lemon                        |
| 2002 | Secret Bridesmaids' Business | Margaret "Meg" Louise Bacon | junto a Vince Colosimo y Sacha Horler                                             |
| 2002 | Tempe Tip                    | Joy                         | junto a Jason Donovan y Gary Sweet                                                |
| 2001 | Russian Doll                 | Alison                      | junto a Hugo Weaving, David Wenham y Laurie Foell                                 |
| 2001 | South Pacific                | Enfermera                   | -                                                                                 |
| 2001 | The Day of the Roses         | Annette Gordon              | junto a Rebecca Gibney, Peter O'Brien, Stephen Curry, Chris Haywood y Gigi Edgley |
| 2000 | The Three Stooges            | Elaine                      | -                                                                                 |
| 2000 | Mr. Accident                 | Sunday Valentine            | junto a Yahoo Serious, Felix Williamson, Garry McDonald y Pippa Grandison         |
| 1999 | Mumbo Jumbo                  | Jackie                      | junto a Paul Tassone, Kate Fitzpatrick y Rhys Muldoon                             |
| 1998 | The Sugar Factory            | Christine                   | junto a John Waters, Matt Day y Anthony Hayes                                     |

### Apariciones
| Año  | Programa                                        | Notas                              |
| ---- | ----------------------------------------------- | ---------------------------------- |
| 2013 | The Elegant Gentleman's Guide to Knife Fighting | episodio # 1.2 - invitada especial |

### Directora
| Año  | Obra               | Notas                                                   |
| ---- | ------------------ | ------------------------------------------------------- |
| 2004 | Tragedy: A tragedy | obra - directora                                        |
| 2002 | Sweet Phoebe       | obra - directora                                        |
| 2002 | Top Shorts         | obra - directora junto a Felix Williamson y Tamara Cook |

### Teatro
| Año         | Obra                               | Personaje            | Director (a)     | Teatro               | Notas                                                   |
| ----------- | ---------------------------------- | -------------------- | ---------------- | -------------------- | ------------------------------------------------------- |
| 2014        | Daylight Saving                    | Stephanie            | -                | Darlinghurst Theatre | junto a Ian Stenlake, Rachel Gordon y Chris Stollery    |
| 2012        | Legally Blonde: The Musical        | Paulette             | Jerry Mitchell   | Lyric Theatre        | junto a Rob Mills, Erika Heynatz y Cameron Daddo        |
| 2009, 2010  | The Wharf Revue...                 | -                    | -                | -                    | junto a Jonathan Biggins y Drew Forsythe                |
| 2010        | Spring Awakening-A New Musical     | -                    | Geordie Brookman | Sydney Theatre       | junto a Akos Armont, Clare Bowen y Erica Lovell         |
| 2010        | Into The Woods                     | Cinderella           | Timothy Sheader  | -                    | junto a Jenna Russell                                   |
| 2009        | Too Close to the Sun               | Mary Welsh Hemingway | Pat Garrett      | Comedy Theatre       | junto a James Graeme y Jay Benedict                     |
| 2008        | Boeing-Boeing                      | Gloria               | Hannah Chissick  | Royal Theatre        | junto a Sibylla Budd, Shaun Micallef y Rachel Gordon    |
| 2006 - 2007 | Wicked                             | Glinda               | -                | Apollo Theatre       | junto a Adam Garcia e Idina Menzel                      |
| 2004        | The Unlikely Prospect of Happiness | Liz O'Sullivan       | Jeremy Sims      | Sydney Theatre       | junto a Judi Farr, Pia Miranda y Russell Dykstra        |
| 2004        | The Republic of Myopia             | -                    | Jonathan Biggins | Sydney Theatre       | junto a Drew Forsythe y Genevieve Lemon                 |
| 2004        | Harbour                            | -                    | Robyn Nevin      | Sydney Theatre       | junto a Genevieve Lemon y Peter Carroll                 |
| 2003        | Jumpin' the Q                      | -                    | -                | Old Fitz. Theatre    | junto a Hollie Andrew y Simon Burke                     |
| 2002        | Hanging Man                        | -                    | Robyn Nevin      | Sydney Theatre       | junto a Genevieve Lemon y Toby Schmitz                  |
| 2001        | Uf for Grabs                       | -                    | Gale Edwards     | Sydney Theatre       | junto a Garry McDonald, Tina Bursill y Felix Williamson |
| 1996        | Pentecost                          | -                    | Rodney Fisher    | Wharf Theatre        | junto a Geoff Morrell y Anthony Johnson                 |
| 1992        | Traitors                           | -                    | Colin Kenny      | New Theatre          | junto a Lyn Collingwood, Susan Neil y Richard Payton    |
| -           | One Nation                         | -                    | -                | Stables Theatre      | -                                                       |
| -           | I Will Survive                     | -                    | -                | Sydney Theatre       | -                                                       |
| -           | The American Clock                 | -                    | -                | New Theatre          | -                                                       |
| -           | Savage in Limbo                    | -                    | -                | -                    | -                                                       |
| -           | Julie                              | -                    | -                | -                    | -                                                       |
| -           | Out There                          | -                    | -                | -                    | -                                                       |

## Premios y nominaciones
| Año  | Categoría                                           | Premio         | Teatro                     | Resultado |
| ---- | --------------------------------------------------- | -------------- | -------------------------- | --------- |
| 2013 | Best Female Actor in a Supporting Role in a Musical | Helpmann Award | Legally Blonde The Musical | Ganadora  |